# لوفنگ، گوانگ‌دونگ
لوفنگ (به لاتین: Lufeng, Guangdong) یک county-level city در جمهوری خلق چین است که در شانوی واقع شده‌است.